# Chehel Gaz
Chehel Gaz (persiska: چهل گز) är en ort i Iran.   Den ligger i provinsen Ardabil, i den nordvästra delen av landet, 400 km nordväst om huvudstaden Teheran. Chehel Gaz ligger 1 794 meter över havet och antalet invånare är 196.
Terrängen runt Chehel Gaz är lite bergig, och sluttar brant österut.Runt Chehel Gaz är det ganska tätbefolkat, med 139 invånare per kvadratkilometer. Närmaste större samhälle är Ardabil, 19,8 km öster om Chehel Gaz. Trakten runt Chehel Gaz består i huvudsak av gräsmarker.